# Периферна неуропатија
Периферна неуропатија је оштећење кранијалног или спиналног нерва. Обично се јавља као последица шећерне болести, али може да буде узроковано и инфекцијом. Оштећење периферних нерава може довести до поремећаја моторних и сензитивних функција, нарочито на шакама и стопалима.